# Gleichwellennetz

Unten: Gleichwellennetz

Ein Gleichwellennetz, auch SFN für englisch Single Frequency Network, besteht aus mehreren räumlich über ein zusammenhängendes Gebiet verteilten Sendeanlagen, welche synchron zueinander und unter Nutzung derselben Sendefrequenzen Funksignale ausstrahlen.

## Allgemeines
Das Ziel ist, einen größeren, zusammenhängenden Bereich mit einem bestimmten Funksystem zu versorgen, ohne dafür verschiedene Frequenzen zu verwenden. Dies führt zu einer besseren Frequenzökonomie und lindert die Frequenzknappheit. 

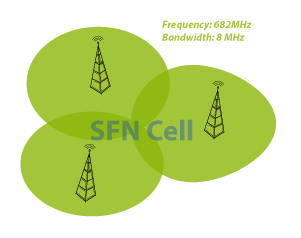
Gleichwellennetz mit drei Sendern

### Grundlagen
Normalerweise müssen räumlich benachbarte Sendeanlagen – wie beispielsweise Rundfunksender – auch bei Ausstrahlung eines identischen Funksignals unterschiedliche Sendefrequenzen verwenden. Der Grund liegt darin, dass es bei Verwendung derselben Frequenz durch die Überlappung der benachbarten Ausleuchtungszonen durch lokale additive Überlagerung der Wellenfronten (Interferenz) zu Schwankungen der Empfangsfeldstärke (Fading) kommt. In den Überlappungsgebieten treten sowohl konstruktive als auch destruktive Interferenzen auf (sog. Verwirrungsgebiet); im ungünstigsten Fall kann es bei der destruktiven Interferenz an bestimmten Orten des Empfangsgebiets zur völligen Auslöschung des Sendesignals kommen.
In Gleichwellennetzen werden die Auswirkungen der Interferenz durch technische Maßnahmen aus der Nachrichtentechnik kompensiert. Bei der Realisierung eines Gleichwellennetzes ist die Erfüllung mehrerer Bedingungen sehr wichtig:
1. Die Phasenlage und Sendefrequenz des im Downlink ausgestrahlten Funksignals muss bei allen Funksendern gleich sein oder eine geringe Abweichung von einigen wenigen Hertz aufweisen (sog. Phasenstarrheit). Im ersten Fall spricht man von einem  synchronen Gleichwellennetz, im letzteren von einem asynchronen Gleichwellennetz.
2. Alle Sender müssen im Downlink zum gleichen Zeitpunkt das genau gleiche Funksignal aussenden. Beispielsweise ein exakt identisches Rundfunkprogramm. Diese zweite Bedingung gilt nicht für moderne, digitale Gleichwellennetze, welche ein Codemultiplexverfahren (CDMA) einsetzen.

Sowohl bei synchronen als auch asynchronen Gleichwellennetzen kommt es in den Überlappungsgebieten ebenfalls zu konstruktiven bzw. destruktiven Interferenzen. Bei asynchronen Gleichwellennetzen ändern sich Ort und Zeit dieser Interferenzen in etwa mit der Frequenzdifferenz der Sender, eine Schwebung entsteht.
Die Interferenzen sind immer frequenzselektiv. Dies bedeutet, dass eine bestimmte Frequenz f1 an einem bestimmten räumlichen Punkt im Überlappungsgebiet durch Interferenz ausgelöscht wird, dies jedoch am selben Punkt für eine andere Frequenz f2 (f1 ≠ f2) nicht gilt, auch wenn diese Frequenz von den jeweils gleichen Antennen ausgestrahlt wird. Die Auslöschung tritt gleichzeitig auch für geradzahlige Vielfache (Oberwellen) auf.

### Einsenderbetrieb
Unabhängig von der Gleichwellentechnik kann auch ein Empfänger mit Richtantenne verwendet werden, dessen Antenne so ausgerichtet ist, dass nur das Signal eines einzelnen Senders empfangen wird.

### Frequenz- und Phasensynchronisation
Synchrone Gleichwellennetze stellen hohe Anforderungen an die Frequenz- und Phasensynchronisation des im Downlink ausgestrahlten Funksignals. Üblich sind zeitliche Genauigkeiten unter 10 μs. Um diese Anforderungen an die Synchronisation des ausgestrahlten Funksignals zu erfüllen, werden in der Regel alle vom Netzwerkbetreiber betriebenen, zur fest installierten Funkinfrastruktur gehörenden Sender mit einer sehr genauen Zeitbasis wie einer Atomuhr synchronisiert. Die Synchronisation kann auch über einen GNSS-Empfänger, über Richtfunkverbindungen oder über synchrone Netzwerke wie SDH erfolgen. Per Ethernet verbundene Sender können auch mit PTP in Kombination mit SyncE (Synchronous Ethernet) sehr genau synchronisiert werden. Die an die Kopfstation einer Tunnelfunkanlage per Glasfaserkabel angeschlossenen Funksender werden häufig über einen am Tunnelportal montierten GNSS-Empfänger synchronisiert.
In der Regel wird mit den extern zugeführten genauen Zeitsignal ein lokaler Quarzoszillator synchronisiert. Dieses Synchronisationsverfahren wird GPSDO genannt. Beim Ausfall des GNSS oder beim Ausfall der Netzwerkverbindung zur Synchronisation mit einer Atomuhr (SDH, SyncE) läuft dieser Quarzoszillator frei und ist alleinig für die Frequenz- und Phasensynchronisation eines oder mehrerer Funksender zuständig. Ob der Quarzoszillator als temperaturstabilisierter Quarzoszillator (TCXO), mit einem Quarzofen (OCXO) oder als Rubidium-Oszillator realisiert wird, hängt von den Anforderungen ab, wie lange das Gleichwellennetz ohne externe Synchronisation betrieben werden soll. Rubidium-Oszillatoren sind langfristig stabiler und genauer als Quarzoszillatoren.

## Analoge Anwendungen
Analoge Gleichwellennetze basieren auf analogen Modulationsverfahren.

### Gleichwellennetze für Bündelfunk
Funkanwendungen von Feuerwehren und Betriebsfunk mit mehreren Basisstationen werden oft als Gleichwellennetz realisiert. Als Basisstation wird der vom Netzwerkbetreiber betriebene, zur fest installierten Funkinfrastruktur gehörende Funksender bezeichnet.
Die Wahl der zu verwendenden Basisstation erfolgt üblicherweise nach dem Uplink-Voting-Verfahren. Beim Uplink-Voting-Verfahren gewinnt die Basisstation, welche im Uplink das stärkste Funksignal empfangen hat.
In einem modernen Gleichwellennetz sind alle Basisstationen mit einer sehr genauen Frequenz- und Phasensynchronisation ausgerüstet, damit das im Downlink ausgestrahlte Funksignal möglichst synchron ist. Empfängt ein Empfänger im Gleichwellennetz ein Funksignal von mehreren Basisstationen, so variiert die Phase des empfangenen Funksignals wegen der unterschiedlichen Signallaufzeit. Die Signallaufzeitunterschiede resultieren aus den unterschiedlichen Distanzen der Sender zum Empfänger.
Funksysteme mit Frequenzmodulation (FM) sind resistenter gegen Funkstörungen als Funksysteme mit Amplitudenmodulation (AM). Deshalb wird für Analogfunk häufig Frequenzmodulation (FM) eingesetzt. Die FM-Schwelle und der „FM Capture Effect“ verbessern die Störungsresistenz von frequenzmoduliertem Analogfunk gegenüber amplitudenmoduliertem Analogfunk. Die Reichweite von frequenzmoduliertem Analogfunk wird durch die FM-Schwelle eingeschränkt. Siehe auch Reichweite (Funktechnik)
Funksysteme mit Frequenzmodulation (FM) besitzen keine nennenswerten Schutzmechanismen gegen phasenverschobene Funksignale, wie sie bei Mehrwegempfang und in Gleichwellennetzen auftreten. Für Autoradios werden häufig mehrere Empfangsantennen als Maßnahme gegen Mehrwegempfang eingesetzt. Mehrere Empfangsantennen führen zu Raumdiversität, auch Antennendiversität genannt. Antennendiversität ist aber für Handfunkgeräte keine praktikable Lösung.

### Historische Gleichwellennetze für Mittelwellenrundfunk
Mit Ausweitung des europäischen Rundfunksendernetzes um 1930 war man daran interessiert, großflächig von mehreren Sendern simultan gleiche Informationen im Mittelwellenrundfunk zu übertragen. Deswegen wurden mit dem Luzerner Wellenplan 1933 erstmals Nationale Gemeinschaftswellen eingeführt, so die damalige Bezeichnung für Gleichwellennetze. Noch vor dem offiziellen Inkrafttreten des Luzerner Wellenplans startete die BBC als erste Sendeanstalt am 13. August 1933 den Gleichwellenbetrieb der beiden leistungsstarken Sender West National und London National auf der gemeinsamen Frequenz 1147 kHz. Im Deutschen Reich etablierte der Großdeutsche Rundfunk bis 1942 folgende Gleichwellennetze im Mittelwellenbereich:
- Süddeutsche Gleichwelle (519 kHz; Dornbirn, Innsbruck, Nürnberg, Salzburg)
- Westdeutsche Gleichwelle (1195 kHz; Frankfurt a. M., Kassel, Koblenz, Trier)
- Schlesische Gleichwelle (1231 kHz; Gleiwitz, Reichenbach/Oberlausitz)
- Ostmärkische Gleichwelle (1285 kHz; Graz, Klagenfurt, Kötschach, Lienz, Radenthein, Spittal, Villach)
- Norddeutsche Gleichwelle (1330 kHz; Bremen, Flensburg, Hannover, Magdeburg)

Diese Netze wurden bis zur Kopenhagener Wellenkonferenz 1948 im Wesentlichen beibehalten. Nach dem Kopenhagener Wellenplan 1948 wurde die Mittelwelle ab März 1950 auf 1602 kHz erweitert und im zusätzlichen Frequenzbereich wurden neue Gleichwellennetze eingerichtet.
- Englische Gleichwellen (1214, 1457 und 1546 kHz)
- Französische Gleichwelle (1403 kHz)
- Internationale Gleichwellen (1484 und 1594 kHz)
- Italienische Gleichwellen (1331, 1448 und 1578 kHz)
- Jugoslawische Gleichwelle (1412 kHz)
- Marokkanische Gleichwelle (1043 kHz)
- Norwegische Gleichwelle (1602 kHz)
- Österreichische Gleichwellen (1394 und 1475 kHz)
- Portugiesische Gleichwellen (1562 und 1602 kHz)
- Schwedische Gleichwelle (1562 kHz)
- Schweizer Gleichwelle (1562 kHz)
- Spanische Gleichwellen (1538, 1570 und 1586 kHz)
- Tschechoslowakische Gleichwelle (1520 kHz)

Für den deutschen Rundfunk wurden in den alliierten Besatzungszonen limitierte Gleichwellennetze (pro Frequenz auf 70 kW Gesamtsendeleistung) zugewiesen:
- Deutscher Rundfunk in der amerikanischen Zone (989 und 1602 kHz)
- Deutscher Rundfunk in der britischen Zone (971 und 1586 kHz)
- Deutscher Rundfunk in der französischen Zone (1196 und 1538 kHz)
- Deutscher Rundfunk in der sowjetischen Zone (1043 und 1546 kHz)

Ab November 1978 wurden durch den Genfer Wellenplan zahlreiche Gleichwellen für Deutschland zugelassen.
- DLF-Gleichwellen (549 und 756 kHz)
- HR-Gleichwelle (594 kHz)
- BR-Gleichwellen (520 und 801 kHz)
- WDR-Gleichwelle (702 kHz)
- SDR-Gleichwellen (711 kHz und 1413 kHz)
- RIAS-Gleichwelle (990 kHz)
- AFN-Gleichwellen (1107 kHz, 1143 kHz und 1485 kHz)

Nachdem der Mittelwellenempfang in Deutschland ab 2009 weitgehend bedeutungslos geworden war, existierten zuletzt nur noch die AFN-Gleichwellennetze. Mit der Abschaltung des letzten Mittelwellen-Rundfunksenders in Deutschland, dem AFN-Sender Vilseck auf 1107 kHz am 31. Oktober 2016, existieren auch keine im Gleichwellenbetrieb genutzten Mittelwellenfrequenzen mehr. In Österreich und der Schweiz war bereits vorher der Gleichwellenbetrieb auf Mittelwelle eingestellt worden.

### Gleichwellennetze für UKW-Rundfunk
In Deutschland existieren mehrere UKW-Gleichwellennetze für den Rundfunk im Raum Frankfurt - Wiesbaden. Eines, das zwei Sendestandorte des Programmveranstalters Radio BOB in Frankfurt und Wiesbaden mit der Frequenz 101,4 MHz zusammenfasst und von Uplink Network betrieben wird. Auch Antenne Frankfurt 95.1 wird über ein Gleichwellennetz betrieben, welches die Frequenz 95,1 MHz über die Standorte Frankfurt (Main) Europaturm und Wiesbaden/Konrad-Adenauer-Ring verbreitet. Ebenfalls über Gleichwelle wird das Jugendradio Planet Radio in Kassel und Eschwege auf der UKW-Frequenz 104,6 MHz verbreitet.

## Digitale Anwendungen
Digitale Gleichwellennetze basieren auf digitalen Modulationsverfahren.
Nennenswerte digitale Gleichwellennetze sind: DAB+, DVB-T, DVB-T2, UMTS, Galileo, GPS
In einigen wenigen Fällen wurde DAB+ aus Kostenspargründen nicht als Gleichwellennetz realisiert. Zum Beispiel: Digris in der Schweiz. Siehe auch: Liste der DAB-Sender in der Schweiz
Gleichwellennetze werden in einigen Fällen für Bündelfunk eingesetzt. Nennenswert ist der Einsatz von Polycom (Tetrapol), P25 und NXDN als Gleichwellennetz. Tetrapol unterstützt kein Funkzellen-Handover. Deshalb wird Tetrapol oft in dichtbevölkerten Regionen als Gleichwellennetz realisiert.

### Grundlagen
In einem modernen digitalen Gleichwellennetz sind alle vom Netzwerkbetreiber betriebenen, zur fest installierten Funkinfrastruktur gehörenden Sender mit einer sehr genauen Frequenz- und Phasensynchronisation ausgerüstet. Somit ist das im Downlink ausgestrahlte Funksignal bestmöglich synchron. Empfängt ein Empfänger im Gleichwellennetz ein Funksignal von mehreren Sendern, so variiert die Phase des empfangenen Funksignals wegen der unterschiedlichen Signallaufzeit. Die Signallaufzeitunterschiede resultieren aus den unterschiedlichen Distanzen der Sender zum Empfänger. Schutzintervalle dienen unter anderem dazu, die durch Mehrwegempfang verursachten unterschiedlichen Signallaufzeiten aufzufangen.
Die Größe von digitalen Gleichwellennetze wird durch die im Funksystem vorgesehenen Schutzintervalle begrenzt. Mit der Größe des Gleichwellennetzes wird auch dessen Reichweite eingeschränkt. Je größer das Schutzintervall, desto mehr darf die Signallaufzeit des Funksignals zwischen Sender und Empfänger variieren.
Die Auswirkungen beim Empfang eines Gleichwellennetzes entsprechen den Auswirkungen von Mehrwegempfang. Ist ein Funksystem immun gegen Mehrwegempfang, weist es generell auch geeignete technische Maßnahmen für den einwandfreien Empfang im Gleichwellennetz auf. Moderne digitale Übertragungsverfahren sind entweder immun gegen Mehrwegempfang, wie zum Beispiel COFDM. Oder sie können den Mehrwegempfang gar für die Verbesserung des Funkempfangs ausnützen, wie zum Beispiel der Rake-Empfänger. COFDM wird von DAB+ und DVB-T eingesetzt. COFDM verwendet Frequenzdiversität. Der Rake-Empfänger wird von UMTS verwendet. Frequenzspreizverfahren sind eine wirksame Maßnahme gegen Funkstörungen wie Mehrwegempfang. UMTS verwendet mit CDMA im Downlink ein Frequenzspreizverfahren.
Dank synchronen CDMA können Funksender eines Gleichwellennetzes im Downlink unterschiedliche Funksignale und somit unterschiedliche Informationen ausstrahlen, ohne die Übertragung von benachbarten Funksendern zu stören. Durch die Codierung kann der Empfänger die Funksignale der einzelnen Funksender voneinander trennen und die vom jeweiligen Funksender übertragene Informationen extrahieren. Synchrones CDMA wird im Downlink von UMTS, GPS und Galileo verwendet.